# 姜碩煕
姜 碩煕（カン・ソッキ、カン・ソキ、カン・ソクヒ、1934年10月22日 - 2020年8月16日）は、大韓民国の現代音楽の作曲家。

## 経歴
1960年にソウル大学校音楽大学作曲科卒業後、1970年よりドイツへ留学し、韓国に対する政治的な配慮から非公式に尹伊桑の病室まで行って師事。12年の滞在の後に帰国。韓国初の電子音楽を作曲、パン・ミュージック・フェスティバルの創設、アジア人初のISCM副会長就任など韓国現代音楽界のパイオニア的な存在となった。
1970年から1980年代にはドイツを中心に創作活動を展開、この時期にEdition Modern社 (現在はリコルディ) から室内アンサンブルのためのBuruなどの作品を出版。「音楽にとって最も重要なのは構造である」と明言した通り、システマティックな素材操作に重点が置かれている。この方法論は電子音楽の作曲でも変わらなかった。1982年に韓国へ帰国。1980年代にEdition Gravisに移籍。そのほかの出版社とも散発的に契約。
ソウルオリンピック開催後、魅力的な音色感に溢れた傑作を次々と発表。ピアノとオーケストラのための協奏曲（1996-97年, Max Eschig）、チェロ協奏曲「ベルリン」（2002年, Edition Gravis）、管弦楽のための協奏曲「チェーン・リアクション」（2004年, Edition Gravis）、マリンバとオーケストラのための協奏曲 (2010年, Edition Gravis)といったオーケストラ作品は韓国作曲界の最高峰に位置するとされる。近年はエレクトーン音楽の振興に熱心であり、歌劇「超越」（1993-94年）の日本初演はエレクトーンアンサンブル版で行われた。1990年代にMax Eschigに移籍。
1982年より2000年までソウル大学校で教鞭をとり、多くの弟子を輩出した。最も有名な弟子に陳銀淑がいるが、末端の弟子にLee Sangwonがおり門下生の層も厚かった。2006年より、門下生大村哲弥の元勤務先と伊藤謙一郎の母校でもあった尚美学園大学にて、定期的に特別授業を行っていた。2004年には70歳の誕生日を祝うコンサートシリーズが世界中で行われた。70歳を超えても創作活動にいそしみ、韓国作曲界全体から最も慕われる重鎮であった。2007年には3つ目の音楽劇「地球から金星天へ」がソウルで世界初演された。2000年代には再びEdition Gravisに戻り、新作の出版を行っていた。
また、近年は倍音関係を利用した微分音程の探求に熱心であり、十二平均律和声によらない協和的な音響に高い関心を示していた。かつて言及されていた構造主義的手法は、その中でむしろますます円熟していた。作品はリコルディ, Durand-Salabert-Eschig, Edition Gravisから現在も出版されているものの、他者によるCDによる作品集の販売や音源ストリーミングも稀少で、正当な評価が遅れている。
2020年8月16日に死去、86歳没。

## 著書
- 「現代音楽の分析」　ソウル大学出版局